# Provincia di Sar-e Pol
Sar-e Pol è una provincia dell'Afghanistan di 482 900 abitanti, che ha come capoluogo Sar-e Pol (città).

## Amministrazioni
La provincia di Sar-e Pol è divisa in 7 distretti:

Distretti di Sar-e Pol.

- Balkhab
- Gosfandi
- Kohistanat
- Sangcharak
- Sar-e Pul
- Sayyad
- Sozma Qala